# Regionalwahl in Ligurien 1970
Die Regionalwahl in Ligurien 1970 fand am 7. und 8. Juni statt.

## Wahlergebnis
| Listen            | Listen                                           | Stimmen   | %    | Mandate |
| ----------------- | ------------------------------------------------ | --------- | ---- | ------- |
|                   | Democrazia Cristiana                             | 393.478   | 32,1 | 14      |
|                   | Partito Comunista Italiano                       | 383.296   | 31,3 | 13      |
|                   | Partito Socialista Italiano                      | 138.439   | 11,3 | 4       |
|                   | Partito Socialista Unitario                      | 93.507    | 7,6  | 3       |
|                   | Partito Liberale Italiano                        | 90.058    | 7,3  | 3       |
|                   | Movimento Sociale Italiano                       | 46.293    | 3,8  | 1       |
|                   | Partito Repubblicano Italiano                    | 37.684    | 3,1  | 1       |
|                   | Partito Socialista Italiano di Unità Proletaria  | 35.156    | 2,9  | 1       |
|                   | Partito Democratico Italiano di Unità Monarchica | 7.574     | 0,6  | –       |
| Gesamt            | Gesamt                                           | 1.225.485 | 100  | 40      |
|                   |                                                  |           |      |         |
| Ungültige Stimmen | Ungültige Stimmen                                | 56.490    | 4,4  |         |
| Wähler            | Wähler                                           | 1.281.975 | 92,8 |         |
| Wahlberechtigte   | Wahlberechtigte                                  | 1.380.738 |      |         |